# Kaštice (stacja kolejowa)
Kaštice – stacja kolejowa w miejscowości Kaštice, w kraju usteckim, w Czechach. Położona jest na wysokości 285 m n.p.m.
Na stacji nie ma możliwości zakupu biletów, a obsługa podróżnych odbywa się w pociągu. 

## Linie kolejowe
- 160 Plzeň - Žatec
- 164 Kadaň-Prunéřov - Kadaň - Vilémov u Kadaně - Kaštice / Kadaňský Rohozec